# Judit Benavente
Judit Benavente Villarrazo (Vic, 21 de agosto de 1989) es una modelo y figura pública española, además de influencer, conocida por su trabajo en moda, campañas publicitarias, sesiones fotográficas y una gran presencia en redes sociales. 

## Biografía
Judit Benavente Villarrazo nació el 21 de agosto de 1989, en Vic (Barcelona). Se crio en un pequeño pueblo Barcelona, donde desde temprana edad mostró interés por el mundo de la moda y el espectáculo. Durante su adolescencia, participó en varios concursos de belleza y comenzó a hacerse un nombre en el ámbito del modelaje. 
Completó su educación secundaria y, paralelamente, asistió a cursos de modelo, donde perfeccionó sus habilidades frente a la cámara. Su formación incluyó clases de expresión corporal y técnicas de fotografía, que le sirvieron para construir su carrera en el mundo del modelaje. Además cursó administración y Tripulante de Cabina de Pasajeros (TCP).
Su carrera profesional comenzó a despegar cuando en 2012 ganó en primera posición el certamen Miss Facebook y Miss Facebook World, un concurso de belleza que le otorgó una gran visibilidad y le abrió muchas puertas en el mundo del modelaje. Este reconocimiento la consolidó como una figura prominente en la industria y le permitió ampliar su red de contactos profesionales.
Además de sus campañas publicitarias, fue portada de revistas españolas como Interviú, Primera Línea, FHM y Playboy y realizó otras apariciones para publicaciones de moda internacionales. Su estilo es versátil y puede adaptarse a diferentes tipos de fotografía.
Aparte de su carrera en el modelaje, apareció en varios proyectos de televisión en España.[cita requerida]
Es muy activa en redes sociales, donde comparte aspectos de su vida personal y profesional con sus seguidores. Su presencia en plataformas como Instagram, Facebook, TikTok, Youtube, entre otras, contribuyó significativamente a su popularidad. En 2016 llegó a los dos millones de seguidores en Instagram, a día de hoy rondaría los ocho millones de seguidores.[cita requerida]
A principios de 2017 se desmarcó como la primera modelo Española en usar OnlyFans.

## Vida personal
Mantiene su vida personal relativamente privada, ocasionalmente comparte momentos con su familia y amistades en sus redes sociales. Es conocida por su compromiso con el fitness y el bienestar, temas sobre los que también suele hablar en sus publicaciones.[cita requerida]